# Agioi Anargyroi (Macedonia Occidentale)
Agioi Anargyroi (in greco Άγιοι Ανάργυροι?) è un ex comune della Grecia nella periferia della Macedonia occidentale di 2.845 abitanti secondo i dati del censimento 2001.
È stato soppresso a seguito della riforma amministrativa detta Programma Callicrate in vigore dal gennaio 2011 ed è ora compreso nel comune di Kastoria.